# قهوة مع أريج امرأة
قهوة مع أريج امرأة (بالإسبانية: Café, con aroma de mujer)‏
هو مسلسل كولومبي من صنف الرواية التلفزيونية بُثَّ عام 1994 م على القناة الأولى في كولومبيا، وقد كان المسلسل من إنتاج آر سي أن. كتب المسلسل فيرناندو جيتان وأخرجه بيبي سانشيز، كما بُث المسلسل في مناطق واسعة شملت الأمريكيين وأوربا. كان المسلسل من بطولة كل من مارغاريتا روسا دي فرانسيسكو وغاي إيكر وأليخاندرا بورريرو وغيرهم.

## الحبكة
تيريزا سواريز (مارغاريتا روسا دي فرانسيسكو) والتي تُلقب بـGaviota وهو المقابل الإسباني لكلمة النورس في اللغة العربية، وأمها كارمنزا سواريز تعملان حصادتان، لذا فخلال السنين قد سافرتا إلى مناطق عديدة للبحث عن عمل في المزارع في كولومبيا.

## وصلات خارجية
- قهوة مع أريج امرأة على موقع IMDb (الإنجليزية)
- قهوة مع أريج امرأة على موقع كينوبويسك (الروسية)
- قهوة مع أريج امرأة على موقع قاعدة بيانات الفيلم (الإنجليزية)
- قهوة مع أريج امرأة  في قاعدة بيانات الأفلام على الإنترنت (بالإنجليزية)
- Argentinian fansite